# Tour de Luxemburgo

El Tour de Luxemburgo (oficialmente: Skoda-Tour de Luxembourg) es una carrera ciclista por etapas profesional que se disputa anualmente en Luxemburgo. Se celebra desde 1935 ininterrumpidamente a excepción de la edición de 1944 que no se celebró debido a la Segunda Guerra Mundial.

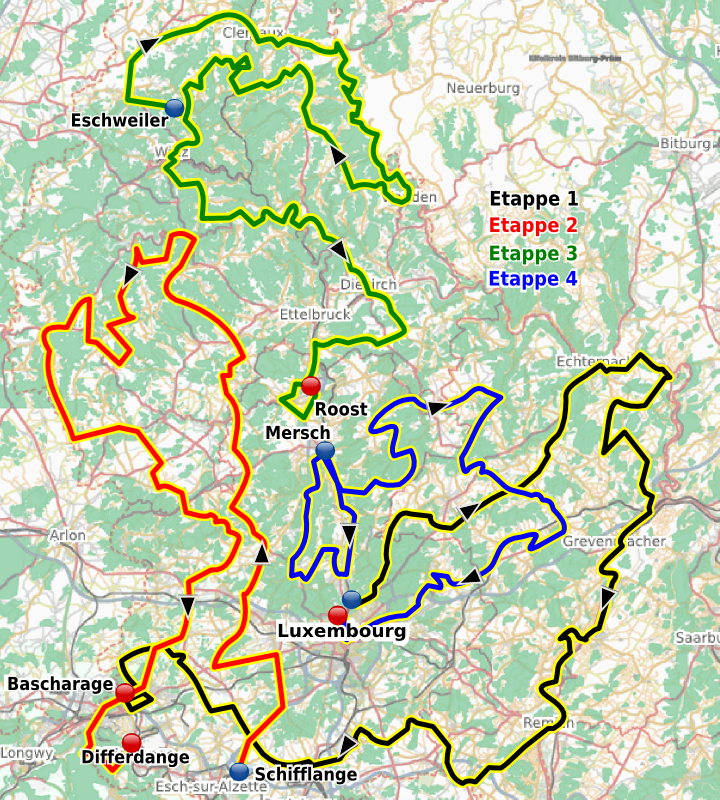
Recorrido del Tour de Luxemburgo 2011.

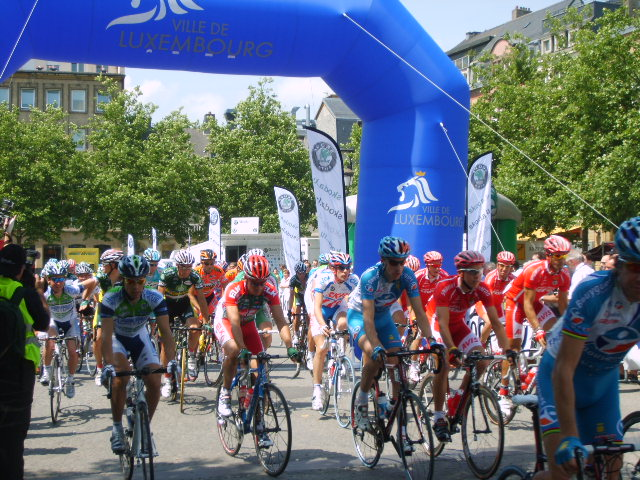
Salida de la 2ª etapa del Tour de Luxemburgo de 2007.

Desde 2005 tuvo la consideración 2.HC según la UCI y actualmente se celebra a finales del mes de mayo o inicios del mes de junio. En 2020 fue incluida en la recién creada UCI ProSeries bajo la categoría 2.Pro.
Muchos ciclistas suelen participar en el Tour de Luxemburgo con el objetivo de preparar el Tour de Francia.

## Palmarés

### Podiums
| Año                       | Ganador               | Segundo                  | Tercero                 |
| ------------------------- | --------------------- | ------------------------ | ----------------------- |
| 1935                      | Mathias Clemens       | Julien Hamelryckx        | Jean Oeyen              |
| 1936                      | Mathias Clemens       | Pierre Clemens           | Julien Hamelryckx       |
| 1937                      | Mathias Clemens       | Pierre Clemens           | Camille Michielsen      |
| 1938                      | Lucien Vlaemynck      | Adolphe Braeckeveldt     | Hubert Deltour          |
| 1939                      | Mathias Clemens       | Lucien Vlaemynck         | Fernand Mithouard       |
| 1940 edición no realizada |                       |                          |                         |
| 1941                      | Christophe Didier     | Erich Bautz              | Richard Menapace        |
| 1942                      | François Neuens       | Christophe Didier        | Mathias Clemens         |
| 1943                      | François Neuens       | Mathias Clemens          | Pierre Clemens          |
| 1944 edición no realizada |                       |                          |                         |
| 1945                      | Jean Goldschmit       | Bim Diederich            | Marcel Poiré            |
| 1946                      | Albéric Schotte       | Bim Diederich            | Norbert Callens         |
| 1947                      | Mathias Clemens       | Bim Diederich            | Jeng Kirchen            |
| 1948                      | Jean Goldschmit       | Guy Lapébie              | Richard Depoorter       |
| 1949                      | Bim Diederich         | Nello Sforacchi          | Marcel Ernzer           |
| 1950                      | Isidoor de Rijck      | Bim Diederich            | Jeng Kirchen            |
| 1951                      | Marcel Ernzer         | Bim Diederich            | Georges Jobé            |
| 1952                      | Jeng Kirchen          | Jean Goldschmit          | Robert Vanderstockt     |
| 1953                      | Robert Vanderstockt   | Alex Close               | Charly Gaul             |
| 1954                      | Jean-Pierre Schmitz   | Charly Gaul              | Marcel Ernzer           |
| 1955                      | Louison Bobet         | Marcel Ernzer            | Charly Gaul             |
| 1956                      | Charly Gaul           | René Remangeon           | Jean Forestier          |
| 1957                      | Gérard Saint          | Raymond Elena            | Elio Gerussi            |
| 1958                      | Jean-Pierre Schmitz   | Jean Claude Annaert      | Piet de Jongh           |
| 1959                      | Charly Gaul           | Aldo Bolzan              | Pino Cerami             |
| 1960                      | Marcel Ernzer         | Aldo Bolzan              | Giuseppe Pintarelli     |
| 1961                      | Charly Gaul           | Marcel Ernzer            | Aldo Bolzan             |
| 1962                      | Jef Planckaert        | Willy Schroeders         | Frans De Mulder         |
| 1963                      | Yvo Molenaers         | Jo De Roo                | Martin van der Borgh    |
| 1964                      | Arie den Hartog       | Bas Maliepaard           | Hans Jünkermann         |
| 1965                      | Vincent Denson        | Jean-Claude Lebaube      | Arie den Hartog         |
| 1966                      | Edy Schütz            | Armand Desmet            | Willy Planckaert        |
| 1967                      | Frans Brands          | Bernard Van de Kerckhove | Raymond Delisle         |
| 1968                      | Edy Schütz            | Cees Haast               | Franco Bodrero          |
| 1969                      | Davide Boifava        | Marinus Wagtmans         | Arie den Hartog         |
| 1970                      | Edy Schütz            | Georges Pintens          | René Pijnen             |
| 1971                      | Andre Dierickx        | Ferdinand Bracke         | Leif Mortensen          |
| 1972                      | Roger Rosiers         | Paul Aerts               | Barry Hoban             |
| 1973                      | Sylvain Vasseur       | Willy Planckaert         | Jean-Pierre Guitard     |
| 1974                      | Freddy Maertens       | Frans Verbeeck           | Herman Van Springel     |
| 1975                      | Frans Verbeeck        | Willy Teirlinck          | Herman Van Springel     |
| 1976                      | Frans Verbeeck        | Joseph Jacobs            | Gerrie Knetemann        |
| 1977                      | Bert Pronk            | Gerrie Knetemann         | Willi Lienhard          |
| 1978                      | Ludo Peeters          | Wilfried Wesemael        | Gerben Karstens         |
| 1979                      | Lucien Didier         | Bernard Hinault          | Bert Oosterbosch        |
| 1980                      | Bert Oosterbosch      | Léo van Vliet            | Daniel Gisiger          |
| 1981                      | Juri Barinow          | Igor Bokov               | Riho Suun               |
| 1982                      | Bernard Hinault       | Hennie Kuiper            | Igor Bokov              |
| 1983                      | Lucien Didier         | Charly Mottet            | Kim Andersen            |
| 1984                      | Christophe Lavainne   | William Tackaert         | Rudy Dhaenens           |
| 1985                      | Jelle Nijdam          | William Tackaert         | Louis Luyten            |
| 1986                      | Steven Rooks          | Søren Lilholt            | Harald Maier            |
| 1987                      | Søren Lilholt         | Laurent Fignon           | Benjamin Van Itterbeeck |
| 1988                      | Richard Trinkler      | Janusz Kuum              | Jacques Decrion         |
| 1989                      | Michel Cornelisse     | Darius Kaiser            | Eddy Schurer            |
| 1990                      | Christophe Lavainne   | Erich Maechler           | Maximilian Sciandri     |
| 1991                      | Gert-Jan Theunisse    | Frans Maassen            | Adrie van der Poel      |
| 1992                      | Jean-Philippe Dojwa   | John van den Akker       | Ronald Kiefel           |
| 1993                      | Maximilian Sciandri   | Maarten den Bakker       | Johan Museeuw           |
| 1994                      | Frans Maassen         | George Hincapie          | Melcior Mauri           |
| 1995                      | Rolf Järmann          | Emmanuel Magnien         | Gianluca Bortolami      |
| 1996                      | Alberto Elli          | Laurent Desbiens         | Erik Breukink           |
| 1997                      | Frank Vandenbroucke   | Alberto Elli             | Erik Breukink           |
| 1998                      | Lance Armstrong       | Erik Dekker              | Dirk Müller             |
| 1999                      | Marc Wauters          | Steffen Kjærgaard        | Tobias Steinhauser      |
| 2000                      | Alberto Elli          | Benoît Joachim           | Nicola Loda             |
| 2001                      | Jørgen Bo Petersen    | Raivis Belohvoščiks      | Fred Rodríguez          |
| 2002                      | Marcus Ljungqvist     | Bart Voskamp             | Ondřej Sosenka          |
| 2003                      | Thomas Voeckler       | Piotr Wadecki            | David Cañada            |
| 2004                      | Maxime Monfort        | Torsten Hiekmann         | Jörg Jaksche            |
| 2005                      | László Bodrogi        | Fabian Cancellara        | Jukka Vastaranta        |
| 2006                      | Christian Vande Velde | Tomasz Brożyna           | Allan Johansen          |
| 2007                      | Grégory Rast          | Laurent Brochard         | Tiziano Dall'Antonia    |
| 2008                      | Joost Posthuma        | Michael Albasini         | Fränk Schleck           |
| 2009                      | Fränk Schleck         | Andreas Klöden           | Marco Marcato           |
| 2010                      | Matteo Carrara        | Fränk Schleck            | Lance Armstrong         |
| 2011                      | Linus Gerdemann       | Alexandre Geniez         | Tony Gallopin           |
| 2012                      | Jakob Fuglsang        | Wout Poels               | Fränk Schleck           |
| 2013                      | Paul Martens          | Jonathan Hivert          | Jan Bakelants           |
| 2014                      | Matti Breschel        | Jean-Pierre Drucker      | Michael Mørkøv          |
| 2015                      | Linus Gerdemann       | Marc de Maar             | Huub Duijn              |
| 2016                      | Maurits Lammertink    | Philippe Gilbert         | Alex Kirsch             |
| 2017                      | Greg Van Avermaet     | Xandro Meurisse          | Anthony Perez           |
| 2018                      | Andrea Pasqualon      | Jan Tratnik              | Pit Leyder              |
| 2019                      | Jesús Herrada         | Maurits Lammertink       | Andrea Pasqualon        |
| 2020                      | Diego Ulissi          | Markus Hoelgaard         | Aimé De Gendt           |
| 2021                      | João Almeida          | Marc Hirschi             | Mattia Cattaneo         |
| 2022                      | Mattias Skjelmose     | Kévin Vauquelin          | Valentin Madouas        |
| 2023                      | Marc Hirschi          | Brandon McNulty          | Ben Healy               |
| 2024                      | Antonio Tiberi        | Mathieu van der Poel     | David Gaudu             |

Nota: En las edición 2010, el corredor Lance Armstrong, fue inicialmente tercero, pero en octubre del 2012, fue suspendido de por vida por dopaje sistemático y los resultados obtenidos después del 1 de agosto de 1998 le fueron anulados.

## Palmarés por países
| País           | Victorias | Último vencedor               |
| -------------- | --------- | ----------------------------- |
| Luxemburgo     | 25        | Fränk Schleck en 2009         |
| Bélgica        | 17        | Greg Van Avermaet en 2017     |
| Países Bajos   | 10        | Maurits Lammertink en 2016    |
| Francia        | 8         | Thomas Voeckler en 2003       |
| Italia         | 8         | Antonio Tiberi en 2024        |
| Dinamarca      | 5         | Mattias Skjelmose en 2022     |
| Suiza          | 4         | Marc Hirschi en 2023          |
| Alemania       | 3         | Linus Gerdemann en 2015       |
| Reino Unido    | 1         | Vincent Denson en 1965        |
| Rusia          | 1         | Yuri Barinov en 1981          |
| Suecia         | 1         | Marcus Ljungqvist en 2002     |
| Hungría        | 1         | László Bodrogi en 2005        |
| Estados Unidos | 1         | Christian Vande Velde en 2006 |
| España         | 1         | Jesús Herrada en 2019         |
| Portugal       | 1         | João Almeida en 2021          |

- En negrilla corredores activos.

## Estadísticas

### Más victorias
Hasta la edición 2023.
| Ciclista            | Victorias | Años                          |
| ------------------- | --------- | ----------------------------- |
| Mathias Clemens     | 5         | 1935, 1936, 1937, 1939 y 1947 |
| Charly Gaul         | 3         | 1956, 1959 y 1961             |
| Edy Schutz          | 3         | 1966, 1968 y 1970             |
| François Neuens     | 2         | 1942 y 1943                   |
| Jean Goldschmit     | 2         | 1945 y 1948                   |
| Jean-Pierre Schmitz | 2         | 1954 y 1958                   |
| Marcel Ernzer       | 2         | 1951 y 1960                   |
| Frans Verbeeck      | 2         | 1975 y 1976                   |
| Lucien Didier       | 2         | 1979 y 1983                   |
| Christophe Lavainne | 2         | 1984 y 1990                   |
| Alberto Elli        | 2         | 1996 y 2000                   |
| Linus Gerdemann     | 2         | 2011 y 2015                   |

- En negrilla corredores activos.

### Victorias consecutivas
- Tres victorias seguidas:
  -  Mathias Clemens (1935, 1936, 1937)

- Dos victorias seguidas:
  -  François Neuens (1942, 1943)
  -  Frans Verbeeck (1975, 1976)